# Gorka Elustondo
Gorka Elustondo Urkola (Beasain, 18 marzo 1987) è un ex calciatore spagnolo, di ruolo centrocampista.

## Palmarès

### Club

#### Competizioni nazionali
- Supercoppa di Spagna: 1

Athletic Bilbao: 2015